# 다음 소희
《다음 소희》(영어: Next Sohee)는 2022년 제작된 대한민국의 드라마 영화이다. 정주리가 감독과 각본을 맡았다. 2022년 칸 영화제 비평가주간에서 전 세계 최초로 공개되었다.

## 시놉시스
이 영화는 콜센터에서 하청 계약직으로 훈련을 시작한 고등학생 소희(김시은)의 이야기다. 그녀는 스트레스가 많은 직장 문화를 견디지 못한다. 의문의 사건이 그녀를 죽음으로 이끈다. 형사 오유진(배두나)은 그녀의 죽음에 대한 조사를 시작한다.

## 출연진

### 주연
- 배두나 : 유진 역
- 김시은 : 소희 역

### 조연
- 정회린 : 쭈니 역
- 강현오 : 태준 역
- 박우영 : 동호 역
- 이인영 : 은아 역
- 박희은 : 소희 모 역
- 김용준 : 소희 부 역
- 심희섭 : 세이브 팀 전 팀장 준호 역
- 윤가이 : 지원 역
- 정수하 : 정인 / 오주연 고객 목소리 역
- 박윤희 : 센터장 역
- 최희진 : 세이브 팀 새 팀장 이보람 역

### 그 외 출연진
- 송요셉 : 형사과장 역
- 허정도 : 담임 역
- 유정호 : 세이브 팀 부장 역
- 문정웅 : 세이브팀 본사직원 1 / 최철웅 고객 목소리 역
- 김태윤 : 세이브팀 본사직원 2 역
- 김희원 : 콜센터 동료 선애 역
- 유재원 : 콜센터 동료 유정 역
- 박서경 : 콜센터 동료 박슬기 역
- 김우겸 : 배 형사 역
- 김태웅 : 김 형사 / 윤원상 고객 목소리 역
- 나종민 : 파출소장 역
- 박수영 : 교감 역
- 권다함 : 주무관 역
- 황정민 : 장학사 역
- 한혜지 : 전 팀장 아내 역

## 수상
- 2023년 제59회 백상예술대상 영화부문 여자 신인연기상 (김시은)
- 2023년 제59회 백상예술대상 영화부문 각본상 (정주리)
- 2023년 제59회 백상예술대상 구찌 임펙트 어워드상 (다음 소희)
- 2023년 제43회 한국영화평론가협회상 최우수작품상 (다음 소희)
- 2023년 제43회 한국영화평론가협회상 신인여우상 (김시은)
- 2023년 제43회 한국영화평론가협회상 영평10선 (다음 소희)
- 2023년 제32회 부일영화상 최우수감독상 (정주리)
- 2023년 제32회 부일영화상 유현목영화예술상 (배두나)
- 2023년 제32회 부일영화상 신인여자연기상 (김시은)
- 2023년 제44회 청룡영화상 각본상 (정주리)